# Yaoundé VI
Yaoundé VI (ou Yaoundé 6e) est une commune d'arrondissement de la communauté urbaine de Yaoundé, département du Mfoundi dans la région du Centre du Cameroun. Elle a pour chef-lieu le quartier Biyem-Assi.

## Géographie
Elle s'étend du centre au sud-ouest de la ville, au nord-ouest de Yaoundé III et au sud-est de Yaoundé VII. La rivière Mingosso constitue la limite sud-ouest et la sépare de la commune de Mbankomo. Au nord la rivière Abiergue et la forêt urbaine n°2 forment la limite avec Yaoundé II.
| Yaoundé VII | Yaoundé II  |             |
|             | Yaoundé VI  | Yaoundé III |
| Mbankomo    | Yaoundé III |             |

## Histoire
La commune d'arrondissement de Yaoundé 6e est créée en 1993, par démembrement de la partie nord-ouest de la commune de Yaoundé III.

## Administration
Plusieurs maires se succèdent à la tête de la municipalité depuis 1993.
| Période     | Identité                    | Parti | Notes   |
| ----------- | --------------------------- | ----- | ------- |
| depuis 2017 | Jacques Yoki Onana          | RDPC  |         |
| 2017        | Jacques Yoki Onana          | RDPC  | interim |
| 2013 - 2017 | Paul Martin Lolo            | RDPC  |         |
| 2007 - 2013 | Jean-Claude Adjessa Melingu | RDPC  |         |
| 2002 - 2006 | Robert Atangana             | RDPC  |         |
| 1996 - 2002 | Barthélemy Effa             | RDPC  |         |

## Quartiers
La commune est constituée de quartiers :
- Biyem-Assi
- Mendong Camp Sic
- Nkolbikok II
- Etoug-Ebe I
- Melen I, III, IV, V, VI, VIIA
- Mvog-Betsi
- Etoug-Ebe II
- Melen VIIB
- Eba Biyem-Assi
- Melen VIIIC
- Melen IX
- Nkolbikok I
- Simbock

## Chefferies traditionnelles
L'arrondissement n'est le siège d'aucune chefferie de 1er et 2e degrés, la chefferie de 3e degré d'Etoug Ebé II est localisée à l'ouest de la commune.

## Édifices, parcs et jardins
- Parc zoo-botanique de Mvog Betsi fondé en 1951.
- Mont Akok Ndoé (967 m)
- Forêt urbaine n°2, en partie sur Yaoundé II
- Garde présidentielle

## Enseignement
L'arrondissement de Yaoundé VI compte 3 établissements secondaires publics dont 2 lycées et un collège, les trois sont bilingues.
- CETIC Bilingue de Mewoulou
- Lycée bilingue d'Etoug-Ebe
- Lycée bilingue de Mendong

## Santé
- Centre national de réhabilitation des personnes handicapés

## Cultes et édifices religieux
- Mission de l'Église évangélique camerounaise, quartier Nkol-Kak
- Paroisse Saint Achille Kiwanuka
- Salle du Royaume des Témoins de Jéhovah

## Économie et marchés
- Marché de Mvog-Betsi
- Marché  Acacia
- Marché Mendong